# Nikołaj Dudorow
Nikołaj Pawłowicz Dudorow (ros. Николай Павлович Дудоров, ur. 22 maja 1906 we wsi Miszniewo, zm. 9 marca 1977 w Moskwie) – radziecki działacz partyjny i państwowy. Minister spraw wewnętrznych ZSRR w latach 1956—1960.

## Życiorys
Od 1927 w WKP(b), 1929-1934 studiował w Moskiewskim Instytucie Chemiczno-Technologicznym, 1934-1937 kierownik wydziału w fabryce szyb samochodowych, 1937 kierownik wydziału produkcyjno-dystrybucyjnego w ludowym komisariacie przemysłu ciężkiego ZSRR, 1937-1939 zastępca sekretarza i sekretarz komitetu partyjnego w tym komisariacie, 1939-1940 zastępca naczelnika głównego zarządu przemysłu cementowego, zastępca naczelnika głównego zarządu budownictwa szklanego ludowego komisariatu przemysłu materiałów budowlanych, 1941-1943 naczelnik głównego zarządu termoizolacji tego komisariatu, 1943-1947 naczelnik głównego zarządu termoizolacji ludowego komisariatu/ministerstwa budownictwa ZSRR, 1947-1949 naczelnik głównego zarządu przemysłu gipsowego ministerstwa materiałów budowlanych ZSRR, 1949-1950 sekretarz komitetu partyjnego tego ministerstwa, od 1950 kierownik wydziału budownictwa Miejskiego Komitetu WKP(b) w Moskwie, od VIII 1952 zastępca przewodniczącego Komitetu Wykonawczego Moskiewskiej Rady Miejskiej, od X 1954 naczelnik Wydziału Budownictwa KC KPZR. Od 31 stycznia 1956 do 13 stycznia 1960 minister spraw wewnętrznych ZSRR. 1956-1961 członek KC KPZR.
Pochowany na cmentarzu Nowodziewiczym.

## Ordery i odznaczenia
- Order Lenina (dwukrotnie)
- Order Czerwonego Sztandaru Pracy
- Order Czerwonej Gwiazdy